# Хирао, Сэйдзи
Сэйдзи Хирао (яп. 平尾誠二; 21 января 1963 — 20 октября 2016) — японский регбист и регбийный тренер, выступавший на позиции флай-хава и инсайд-центра. Считался одним из наиболее известных регбистов Японии, за что получил прозвище «Мистер Регби».

## Биография

### Ранние годы
Родился в префектуре Киото, в городе Киото, районе Минамику. Окончил технический колледж Фусими, экономический факультет университета Досися и высшую школу политических наук университета Досися (магистр политологии). Со времён начальной школы Сэйдзи увлекался бейсболом, однако после поступления в школу Тока в Киото сменил спорт на регби, поскольку в бейсбольном клубе было слишком много игроков, а результаты его выступлений ухудшались. Сэйдзи видел, что и учителя, и ученики довольны игрой в регби, поэтому уговорил отца отпустить его в секцию регби.

### Клубная карьера
Регбийный дебют Хирао состоялся за команду колледжа Фусими: туда Хирао привёл регбист Ёсихару Ямагути. Хирао отказался от поступления в колледж Хазаномо и от стипендии в виде бесплатного обучения. Первое выступление завершилось для Хирао поражением в финале чемпионата Киото 1979 года от команды Хазаномо, и тот в сердцах выбросил медаль за второе место. Однако через год команда выиграла чемпионат Японии среди школ, причём Хирао был капитаном команды, будучи третьекурсником. Позже он поступил в университет Досися, где играл на позиции центрового и принёс университету три титула чемпионов страны; в 1985 году, однако, его команда не сумела выиграть четвёртый титул подряд, уступив «Ниппон Стил Камаиси».
По окончании университета Хирао переехал в Англию, где отыграл один сезон за лондонский клуб «Ричмонд»: ему предлагали заключить контракт с любым сильным по тем временам английским клубом, однако он отказался, заявив, что желает скорее открыть бизнес, чем стать профессиональным игроком. Выбор Великобритании для него был обусловлен желанием просто узнать уровень японского регби. В Великобритании Хирао обучался в британской школе дизайна, а также позировал для журналов модной одежды. К несчастью, в Японии его контракт с журналом моды признали нарушением условий выступления игроков-любителей и объявили о его дисквалификации. Дисквалификация, однако, предусматривала его запрет на выступление за рубежом и в составе сборной. Ему предложили выбрать любую японскую команду, и Хирао остановился на клубе «Кобе Стил».
С 1989 по 1995 годы Хирао выиграл в составе клуба «Кобе Стил» («Кобелко Стилерз») семь чемпионатов Японии подряд, будучи капитаном клуба (за свою карьеру он проиграл всего один матч в гостях). Как капитан, он требовал от игроков всегда посильнее играть ногой, чтобы те могли забить с игры, с реализации или со штрафного удара, и считал различные симуляции недопустимыми в регби, говоря о владении мячом как о самом важном аспекте.

### Карьера в сборной
За сборную Японии Хирао отыграл 35 встреч и набрал 18 очков (1 попытка, 5 реализаций и 1 штрафной). 30 мая 1982 года он дебютировал за сборную Японии матчем против студенческой сборной Новой Зеландии (поражение 6:22) и стал самым молодым дебютантом сборной Японии в возрасте 19 лет и 4 месяцев. Последнюю игру провёл 31 мая 1995 года против Ирландии в рамках чемпионата мира в ЮАР, игра завершилась поражением японцев 28:50. В его активе выступления на трёх кубках мира по регби: 1987 (три матча), 1991 (три матча) и 1995 (два матча). Именно в 1991 году на втором чемпионате мира в истории Хирао помог команде Японии одержать свою первую победу на турнире — над Зимбабве.

### Тренерская карьера
С 1997 по 2000 годы Хирао возглавлял национальную сборную Японии, которой руководил на Кубке мира 1999 года, однако его сборная потерпела поражения во всех трёх матчах, несмотря на тщательные старания японцев в каждой встрече. Позже он руководил «Кобелко Стилерз».

### Вне регбийной карьеры
Его двоюродный брат — Такахиро Хосокава, регбист, также играл за «Кобе Стил» и за Японию,
С апреля 2000 года Хирао руководил некоммерческой организацией SCIX по развитию регионального спорта. С 12 июля 2008 года был одним из членов совета директоров Японской футбольной ассоциации вместе с теннисисткой Кимико Датэ и Мотоаки Инукаи. С 2011 года был членом Центрального совета по образованию при Министерстве образования, культуры, спорта, науки и техники.

### Смерть
20 октября 2016 года Сэйдзи Хирао скончался в Киотской больнице в 7:16. Хотя официально причина смерти родными и близкими не называлась, пресса установила, что около года Хирао боролся против рака желчных протоков.